# Сентрвілль
Сентрвілль (англ. Centreville) — село в Канаді, у провінції Нью-Брансвік, у складі графства Карлтон.

## Населення
За даними перепису 2016 року, село нараховувало 557 осіб, показавши зростання на 2,8%, порівняно з 2011-м роком. Середня густина населення становила 208,9 осіб/км².
З офіційних мов обидвома одночасно володіли 35 жителів, тільки англійською — 520. Усього 10 осіб вважали рідною мовою не одну з офіційних.
Працездатне населення становило 54,3% усього населення, рівень безробіття — 11,8%.
Середній дохід на особу становив $36 037 (медіана $29 675), при цьому для чоловіків — $38 687, а для жінок $33 997 (медіани — $34 219 та $24 928 відповідно).
33,3% мешканців мали закінчену шкільну освіту, не мали закінченої шкільної освіти — 22,6%, 45,2% мали післяшкільну освіту, з яких 33,3% мали диплом бакалавра, або вищий.
| Статево-вікова структура населення | Статево-вікова структура населення | Статево-вікова структура населення | Статево-вікова структура населення | Статево-вікова структура населення |
| ---------------------------------- | ---------------------------------- | ---------------------------------- | ---------------------------------- | ---------------------------------- |
|                                    |                                    |                                    |                                    |                                    |
| Всього                             | Всього                             | 45,9%54,1%                         |                                    |                                    |
| 0 — 14 років                       | 0 — 14 років                       |                                    | 18,9%                              | 18,9%                              |
| 15 — 64 років                      | 15 — 64 років                      |                                    | 58,6%                              | 58,6%                              |
| 65 і більше                        | 65 і більше                        |                                    | 22,5%                              | 22,5%                              |
| 85 і більше                        | 85 і більше                        |                                    | 4,5%                               | 4,5%                               |
| Середній вік (років)               | Середній вік (років)               | 43,143,0                           | 43,0                               | 43,0                               |
| Медіана (років)                    | Медіана (років)                    | 45,843,4                           | 43,8                               | 43,8                               |
| — чоловіки — жінки                 |                                    |                                    |                                    |                                    |

| Походження мешканців:     | Походження мешканців:     | Походження мешканців: | Походження мешканців: | Походження мешканців: |
| ------------------------- | ------------------------- | --------------------- | --------------------- | --------------------- |
| Походження                |                           |                       | осіб                  | %                     |
| Корінні американці        | Корінні американці        |                       | 60                    | 10.71%                |
| Інше північноамериканське | Інше північноамериканське |                       | 330                   | 58.93%                |
| Європейське               | Європейське               |                       | 370                   | 66.07%                |
| британське                | британське                |                       | 340                   | 60.71%                |
| французьке                | французьке                |                       | 40                    | 7.14%                 |
| Латинськоамериканське     | Латинськоамериканське     |                       | 10                    | 1.79%                 |
| Карибське                 | Карибське                 |                       | 15                    | 2.68%                 |
| Африканське               | Африканське               |                       | 10                    | 1.79%                 |
| Азійське                  | Азійське                  |                       | 10                    | 1.79%                 |

## Клімат
Середня річна температура становить 4,1°C, середня максимальна – 23,1°C, а середня мінімальна – -19,1°C. Середня річна кількість опадів – 1 020 мм.
| Клімат поселення                              | Клімат поселення | Клімат поселення | Клімат поселення | Клімат поселення | Клімат поселення | Клімат поселення | Клімат поселення | Клімат поселення | Клімат поселення | Клімат поселення | Клімат поселення | Клімат поселення | Клімат поселення |
| Показник                                      | Січ.             | Лют.             | Бер.             | Квіт.            | Трав.            | Черв.            | Лип.             | Серп.            | Вер.             | Жовт.            | Лист.            | Груд.            |                  |
| Середній максимум, °C                         | −5,39            | −3,8             | 2,33             | 9,86             | 17,45            | 22,52            | 23,09            | 21,98            | 16,97            | 10,85            | 4,51             | −3,84            |                  |
| Середня температура, °C                       | −12,24           | −10,66           | −4,53            | 3,00             | 10,60            | 15,67            | 18,78            | 17,66            | 12,66            | 6,55             | 0,21             | −8,15            |                  |
| Середній мінімум, °C                          | −19,1            | −17,5            | −11,37           | −3,85            | 3,75             | 8,82             | 14,47            | 13,36            | 8,35             | 2,24             | −4,1             | −12,45           |                  |
| Норма опадів, мм                              | 84               | 58               | 71               | 74               | 91               | 87               | 102              | 98               | 92               | 85               | 91               | 87               |                  |
| Середньомісячна швидкість вітру, м/с          | 3.70             | 3.80             | 4.00             | 3.88             | 3.60             | 3.25             | 2.93             | 2.80             | 3.10             | 3.50             | 3.66             | 3.70             |                  |
| Середньомісячна сонячна радіація, кДж/м²·день | 5137             | 8388             | 12178            | 15753            | 18492            | 20387            | 19755            | 17567            | 12987            | 8074             | 4810             | 3961             |                  |
| --------------------------------------------- | ---------------- | ---------------- | ---------------- | ---------------- | ---------------- | ---------------- | ---------------- | ---------------- | ---------------- | ---------------- | ---------------- | ---------------- | ---------------- |
| Джерело:                                      |                  |                  |                  |                  |                  |                  |                  |                  |                  |                  |                  |                  |                  |